# عمارة كلاسيكية جديدة

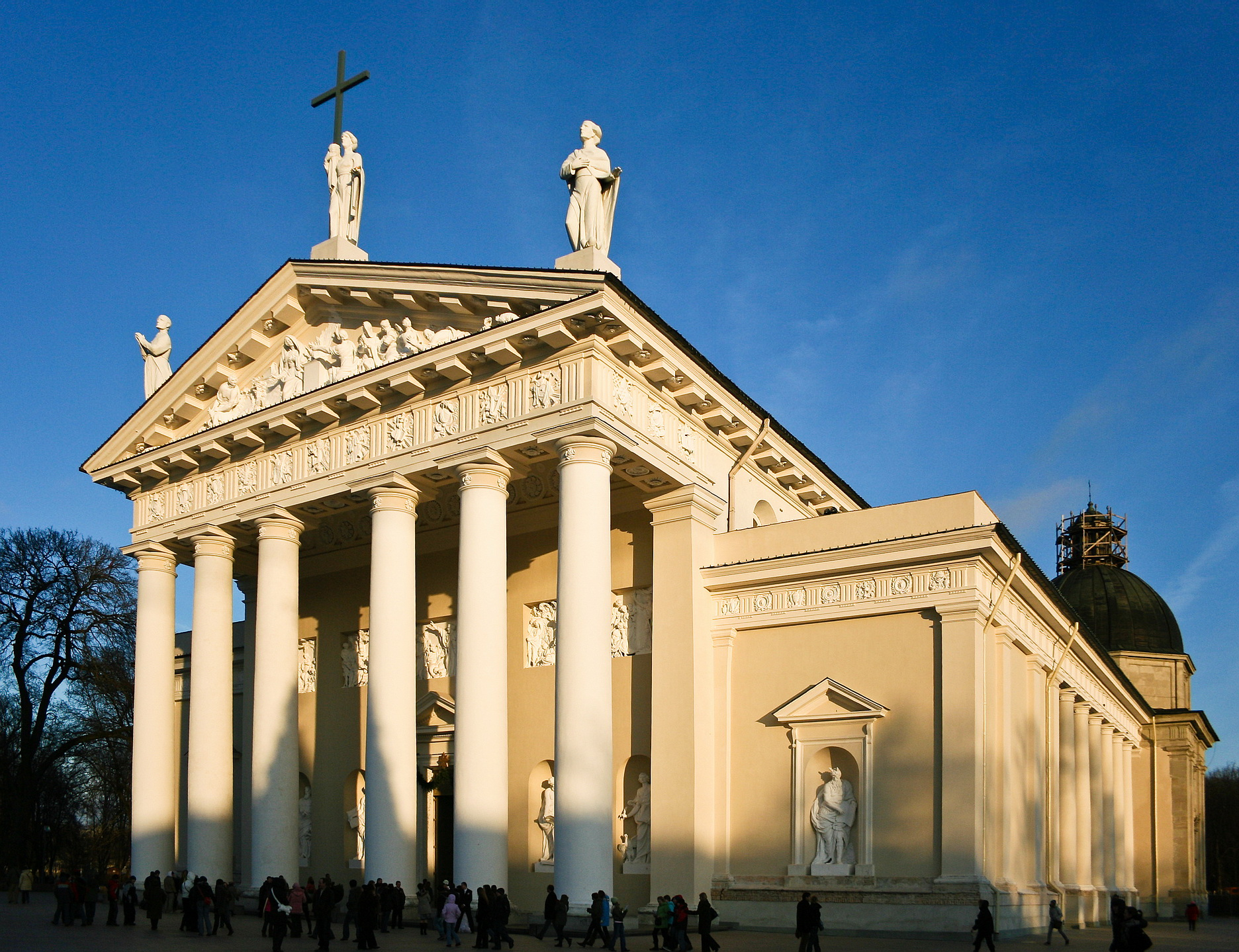
كاتدرائية فيلنيوس في ليتوانيا.

العمارة الكلاسيكية الجديدة هي نمط معماري أنتجته الحركة الكلاسيكية الجديدة التي بدأت في منتصف القرن الثامن عشر في إيطاليا وفرنسا. في أنقى أشكاله، هو أسلوب مُشتق بشكل أساسي من عمارة العصور الكلاسيكية القديمة، ومبادئ فيتروفيو، وعمل المهندس الإيطالي أندريا بالاديو.
كان تطوير علم الآثار حاسمًا في ظهور العمارة النيوكلاسيكية. سمحت مواقع التنقيب مثل تلك الموجودة في بومبي وهركولانيوم للمهندسين المعماريين بإنتاج تفسيرات متعمقة للهندسة المعمارية الكلاسيكية وتجميع أسلوبهم الفريد.
في الشكل، تؤكد العمارة النيوكلاسيكية على الجدار بدلًا من الجلاء والقتمة وتحافظ على هويات منفصلة لكل جزء من أجزائه. يتجلى الأسلوب في تفاصيله كرد فعل ضد أسلوب عمارة الروكوكو للزخرفة الطبيعية، وفي صيغه المعمارية كنمو لبعض السمات الكلاسيكية للتقاليد المعمارية المتأخرة في العمارة الباروكية. لذلك، يتميز هذا النمط بالتماثل، والهندسة البسيطة، والمطالب الاجتماعية بدلًا من الزخرفة. العمارة النيوكلاسيكية لا تزال حتى اليوم، ولكن قد يتم تسميتها بالعمارة الكلاسيكية الجديدة للمباني المعاصرة.
في أوروبا الوسطى والشرقية، يُشار عادةً إلى النمط باسم «الكلاسيكية»، في حين تُسمى أنماط الإحياء الأحدث للقرن التاسع عشر حتى اليوم باسم النمط النيوكلاسيكي.

## تاريخها
فكريًا، كانت الكلاسيكية الجديدة دليلًا على الرغبة في العودة إلى «النقاء» المُتصور للفنون في روما، بدلًا من المنظور الأكثر غموضًا «المثالي» للفنون اليونانية القديمة، وبدرجة أقل، كلاسيكيات عصر النهضة في القرن السادس عشر، والتي كانت أيضًا مصدرًا لعمارة الباروك الأكاديمية المتأخرة. تعود جذورها إلى القرن السابع عشر عندما قرر كلود بيرو إحياء العمارة اليونانية القديمة.
عمارة بالاديو
يمكن الكشف عن العودة إلى أشكال معمارية أكثر كلاسيكية كرد فعل على أسلوب الروكوكو في بعض العمارة الأوروبية في القرن الثامن عشر المبكر، والتي تم تمثيلها بشكل واضح في عمارة بالاديو لبريطانيا الجورجية وأيرلندا.
لم يكن أسلوب الباروك مناسبًا أبدًا للذوق الإنجليزي. تم نشر أربعة كتب مؤثرة في الربع الأول من القرن الثامن عشر والتي سلطت الضوء على بساطة ونقاء العمارة الكلاسيكية: كتاب فيتروفيوس بريتانيكوس (بالإنجليزية:Vitruvius Britannicus) لكولين كامبل عام (1715)، والكتب الأربعة في العمارة (بالإيطالية:I quattro libri dell'architettura) لأندريا بالاديو عام (1715)، وفي فن البناء (باللاتينية: De re aedificatoria) لليون باتيستا ألبيرتي عام (1726)، وتصاميم إنيجو جونز .. مع بعض التصميمات الإضافية عام (1727). كان الأكثر شهرةً هو المجلدات الأربعة لكتاب فيتروفيوس بريتانيكوس لكولين كامبل. احتوى الكتاب على مطبوعات معمارية لمباني بريطانية شهيرة مستوحاة من المهندسين المعماريين العظماء من فيتروفيوس إلى بالاديو. في البداية، تضمّن الكتاب بشكل أساسي عمل إنيجو جونز، لكن المجلدات الأخيرة احتوت على رسومات وخطط من قبل كامبل وغيرهم من المهندسين المعماريين في القرن الثامن عشر. أصبحت عمارة بالاديو راسخة في بريطانيا في القرن الثامن عشر.
في طليعة المدرسة الجديدة للتصميم كان الأرستقراطي «إيرل المعماري»، وهو ريتشارد بويل، إيرل الثالث من برلنغتون. في عام 1729. قام هو ووليام كينت بتصميم منزل تشيسويك. كان هذا البيت إعادة تفسير لفيلا بالاديو «لا روتوندا»، ولكن نُقيت من عناصر وزخرفة القرن السادس عشر. كان هذا النقص الحاد في الزخرفة سمة من سمات عمارة بالاديو. في عام 1734، صمم ويليام كينت واللورد برلنغتون أحد أفضل الأمثلة في إنجلترا على عمارة بالاديو، وهي قاعة هولخام في نورفك. اتبعت الكتلة الرئيسية لهذا المنزل إملاءات بالاديو عن كثب تمامًا، وكانت لأجنحة مباني المزارع المنخفضة والمنفصلة غالبًا عند بالاديو أهمية كبيرة.
كان هذا الوريد الكلاسيكي قابلًا للكشف أيضًا، بدرجة أقل، في العمارة الباروكية المتأخرة في باريس، كما هو الحال في متحف اللوفر كولوناد. يمكن رؤية هذا التحول في روما في الواجهة المعاد تصميمها لكاتدرائية القديس يوحنا اللاتراني.

### النيوكلاسيكية
بحلول منتصف القرن الثامن عشر، توسعت الحركة لتشمل مجموعة أكبر من التأثيرات الكلاسيكية، بما في ذلك التأثيرات من اليونان القديمة. كانت إيطاليا مركزًا مبكرًا للكلاسيكية الجديدة، وخاصة نابولي، إذ كان مهندسو البلاط في عام 1730 مثل لويجي فانفيتيلي وفيرديناندو فوغا يستعيدون الأشكال الكلاسيكية والبلادية والمانييريزمو في عمارتهم الباروكية (يمكن رؤية حركة جمالية مماثلة في الأعمال اللاحقة لفيليبو يوفارا، وهو معماري محكمة بيدمونتيس في تورينو). بعد تقدمهم، بدأ جيوفاني أنطونيو ميدرانو في بناء أولى الهياكل الكلاسيكية الجديدة في إيطاليا في ثلاثينيات القرن التاسع عشر. في نفس الفترة، قدّم اليساندرو بومبي النيوكلاسيكية إلى جمهورية البندقية، إذ بنى أول لابيداريوم في أوروبا في فيرونا، على النظام الدوري (1738). خلال نفس الفترة، قُدمت العناصر النيوكلاسيكية إلى توسكانا من قبل المهندس المعماري جان نيكولاس جادوت دي فيل إيسي، وهو مهندس بلاط فرانسيس الأول من لورين. على خطى جادوت، طُور أسلوب نيوكلاسيكي أصلي بواسطة غاسباري باوليتي، مما حول فلورنسا إلى أهم مركز للنيوكلاسيكية في شبه الجزيرة. في النصف الثاني من القرن، ازدهرت النيوكلاسيكية أيضًا في تورينو، وميلانو (جوزيبي بيرماريني)، وتريستي (ماتيو بيرتش). في المدينتين الأخيرتين، كما هو الحال في توسكانا، ارتبط النمط النيوكلاسيكي الرصين بالإصلاحات للملوك المستنيرين من عائلة هابسبورغ الحاكمة. ومع ذلك، ظل أسلوب الروكوكو شائعًا جدًا في إيطاليا حتى الأنظمة النابليونية، التي جلبت كلاسيكية أثرية جديدة، اعتنقها الشباب الإيطاليين، والتقدميين، والحضريين مع الميول الجمهورية كبيان سياسي.

### التصميم الداخلي
في الداخل، اكتشفت النيوكلاسيكية التصميم الداخلي الكلاسيكي الحقيقي، مستوحى من عمليات إعادة الاكتشاف في بومبي وهركولانيوم. بدأت هذه التصاميم في أواخر الأربعينيات من القرن التاسع عشر، لكنها حققت جمهورًا واسعًا في ستينيات القرن التاسع عشر فقط، مع أول مجلدات فاخرة بتوزيع محكم ومتماسك في عرض آثار هركولانيوم. أظهر عرض آثار هركولانيوم أنه حتى أكثر التصميمات الداخلية الباروكية كلاسيكية، أو معظم الغرف «الرومانية» لويليام كينت كانت مبنية على العمارة الخارجية للمعبد والكاتدرائية التي حُولت للداخل، ومن هنا نتج مظهرها المذهل في كثير من الأحيان للعيون الحديثة: تحولت إطارات النوافذ المتوّجة إلى مرايا مذّهبة، ومواقد مُغطاة بواجهات المعابد.

### الإحيائية اليونانية
من حوالي 1800 بعد الميلاد، أعطى تيار جديد من الأمثلة المعمارية اليونانية، التي شوهدت من خلال وسط الرسوم والنقوش، دافعًا جديدًا إلى النيوكلاسيكية، وهو الإحياء اليوناني. كان هناك القليل -أو لم يكن- من المعرفة المباشرة بالحضارة اليونانية قبل منتصف القرن الثامن عشر في أوروبا الغربية، عندما بدأت بعثة ممولة من قبل جمعية ديليتانتي عام 1751 بقيادة جيمس ستيوارت ونيكولاس ريفيت تحقيقًا أثريًا جادًا. تم تكليف ستيوارت بعد عودته من اليونان من قبل جورج ليتلتون لإنتاج أول مبنى يوناني في إنجلترا، وهو معبد الحديقة في قاعة هاجلي (1758-1759). واجه عدد من المهندسين المعماريين البريطانيين في النصف الثاني من القرن التحدي التعبيري للنظام الدوري من أوليائهم الأرستقراطيين، بما في ذلك جوزيف بونومي وجون سوان، ولكنه بقي للحماس الخاص للخبراء حتى العقد الأول من القرن التاسع عشر مئة عام.

## الميزات المعمارية
كانت النيوكلاسيكية الرفيعة حركة دولية. على الرغم من أن العمارة النيوكلاسيكية استخدمت نفس المفردات الكلاسيكية كالعمارة المتأخرة الباروكية، إلا أنها تميل إلى التأكيد على ميزاتها المستوية، بدلًا من الأشكال النحتية. كانت البروزات والتراجعات وتأثيراتها على الضوء والظل مسطحة أكثر؛ إذ كانت النقوش البارزة النحتية أكثر تسطحًا وتميل إلى أن تكون مغمورة في أفاريز أو أقراص أو ألواح. عُزلت ميزاتها الفردية المفصلية الواضحة بدلًا من أن تتداخل، أو تستقل، أو تكتمل بحد ذاتها.
أثرت الكلاسيكية الجديدة أيضًا على تخطيط المدن؛ إذ استخدم الرومان القدماء مخططًا موحدًا لتخطيط المدينة لكلا الدفاع والراحة المدنية، ومع ذلك، تعود جذور هذا المخطط إلى الحضارات القديمة. في أبسط الصور، كانت هناك سمات التصميم الروماني المنطقي والمنظم للغاية، أهمها نظام شبكة الشوارع، وميدان مركزي مع خدمات للمدينة، وجادتين رئيسيتين أوسع قليلًا، وأحيانًا الشارع القطري العرضي. تم توجيه الواجهات القديمة وتخطيطات المباني حسب أنماط تصميم المدينة هذه ومالت نحو العمل بما يتناسب مع أهمية المباني العامة.
وجدت العديد من أنماط التخطيط الحضري هذه طريقها إلى أولى المدن المخططة الحديثة في القرن الثامن عشر. تشمل الأمثلة الاستثنائية كارلسروه وواشنطن العاصمة، ولكن لم يتم تصميم جميع المدن والأحياء المخططة وفقًا للمبادئ الكلاسيكية الجديدة. يمكن العثور على نماذج متعارضة في التصاميم الحداثية، مثال على ذلك برازيليا، وحركة المدينة الحدائقية، وليفيتاون، والحضرية الجديدة.

## معرض صور

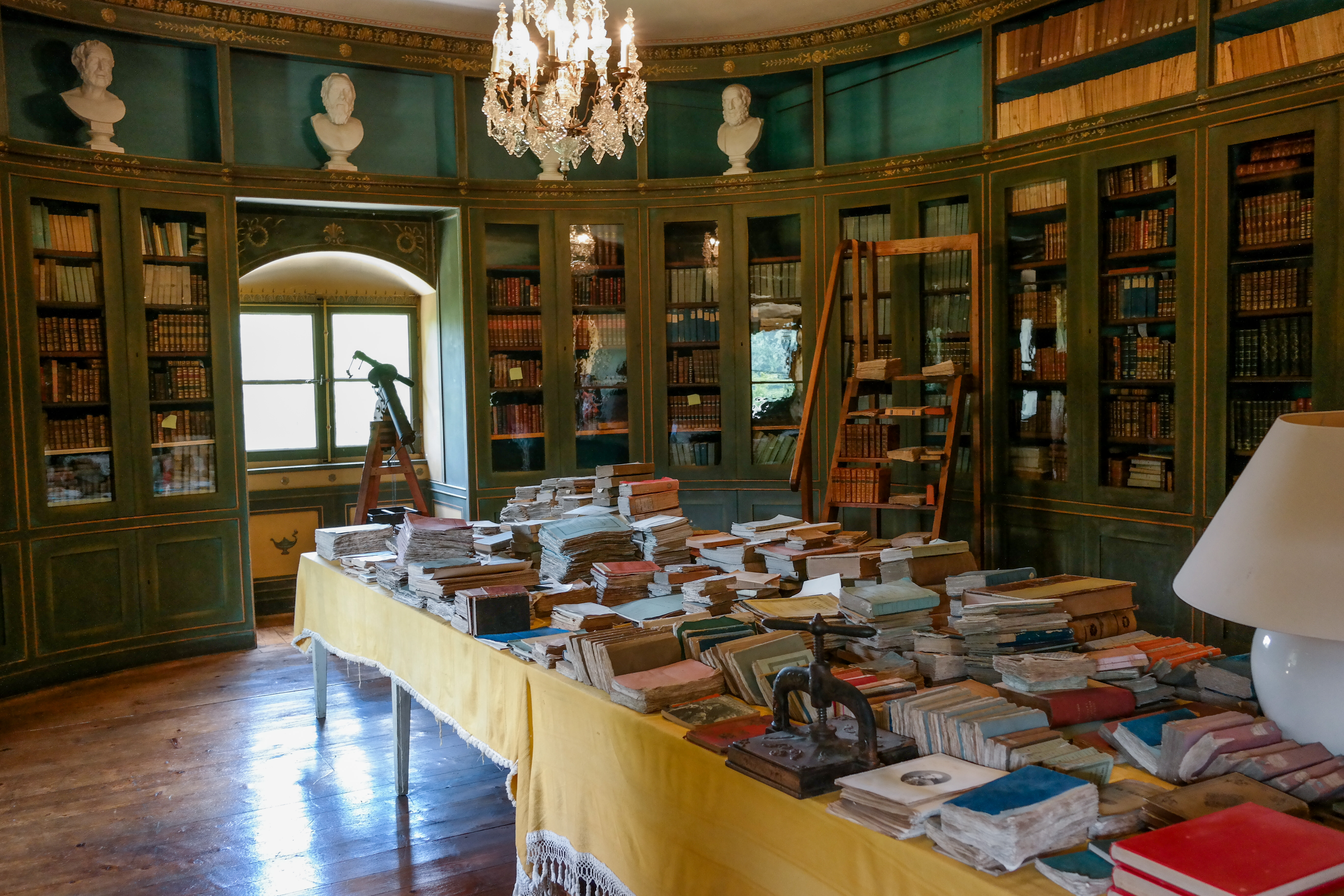
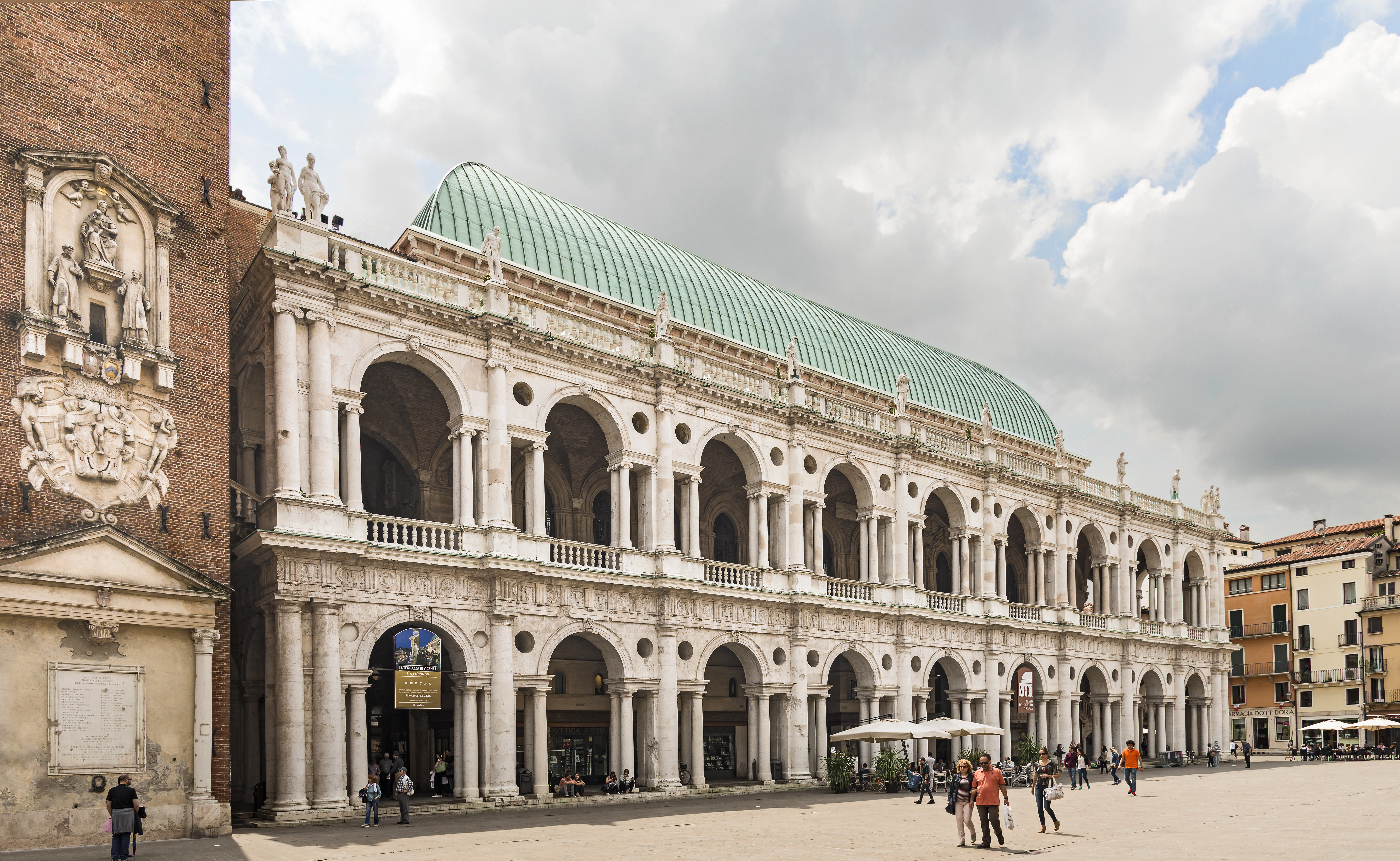
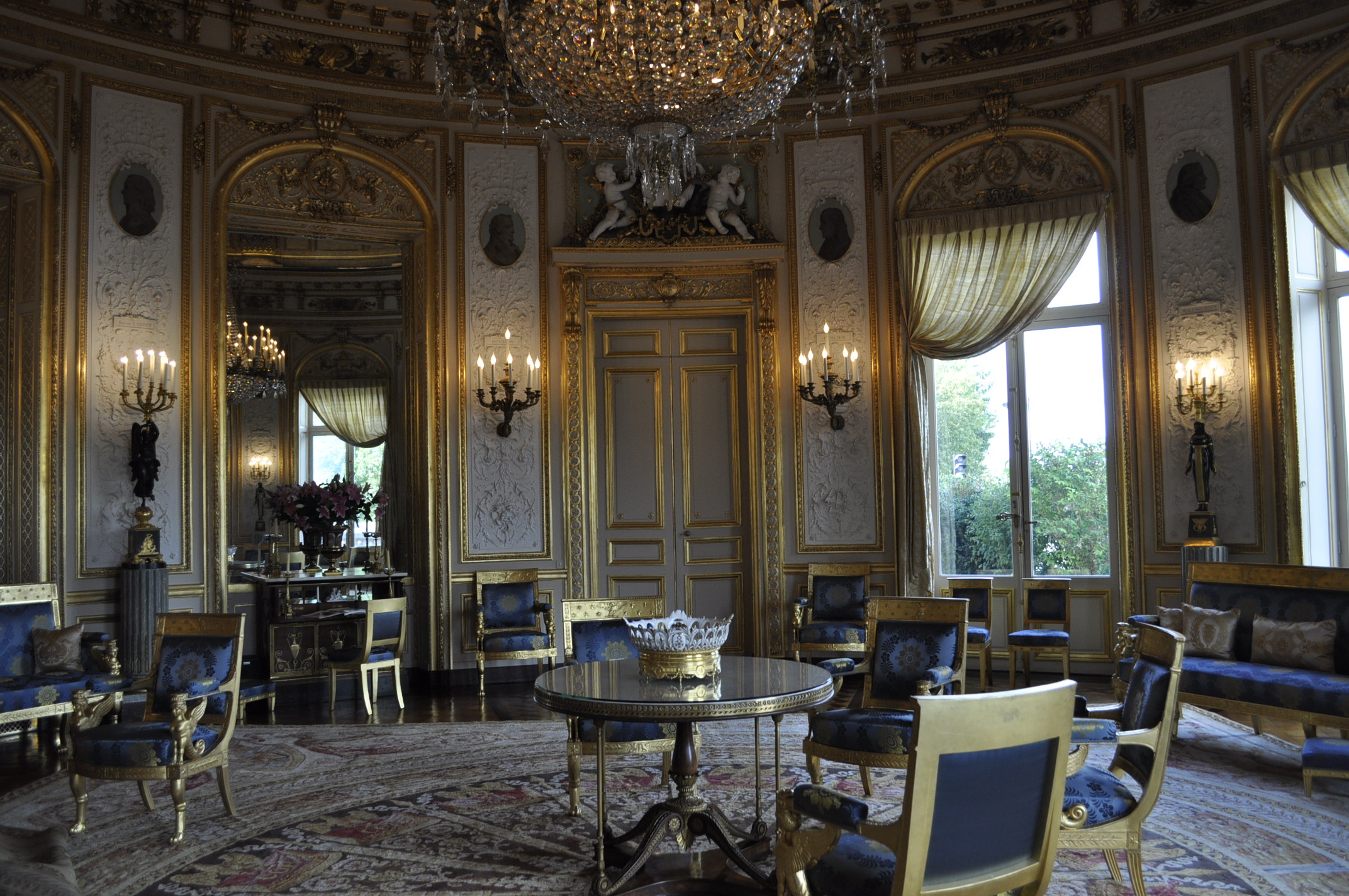
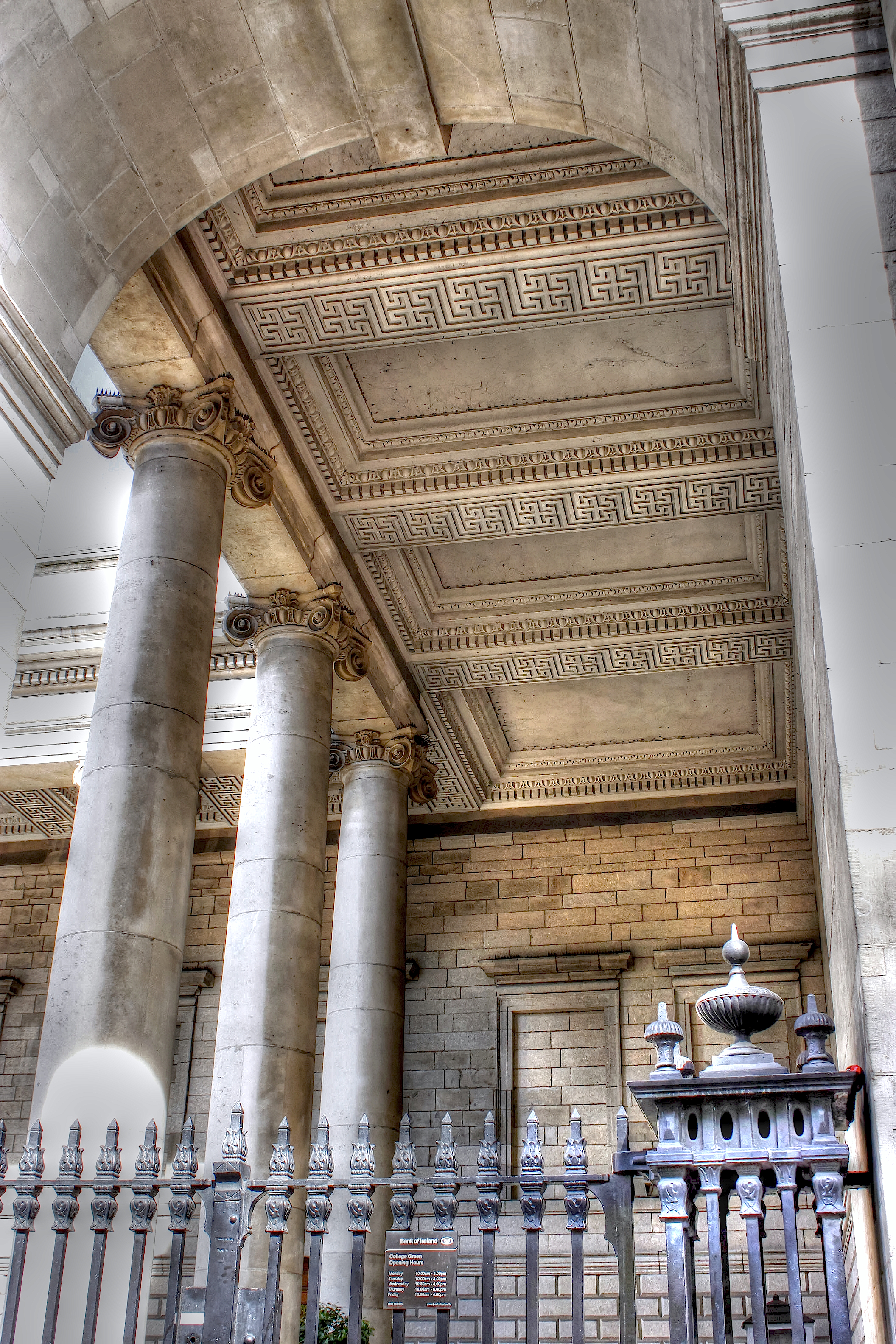

## وصلات خارجية
- معهد العمارة والفنون الكلاسيكية
- مجموعة العمارة التقليدية